# Музей Григорія Сєдова
Музей Г. Я.Сєдова — музей полярного дослідника Г. Я. Сєдова у с. Сєдове, що на Донеччині.
Перший камінь у музей  Г. Я. Сєдова був закладений у травні 1977 року, під час проведення Всесоюзної науково-географічної конференції на честь сторіччя цього полярного дослідника. В результаті зусиль багатьох підприємств та закладів, окремих ентузіастів у 1990 році на березі Азовського моря, у селищі Сєдове виріс  будинок-вітрильник (автори проекту архітектори В. С. Соломін та О. К. Плесков). Всередині — зал, що  нагадує каюту морського корабля, з унікальними експонатами та документами, що свідчать про життя Григорія Сєдова.
Перші експозиції присвячені експедиціям Г. Я. Сєдова на Колиму у 1909 році та Каспій у 1911 році.
Найбільшу увагу привертають матеріали про експедицію до Північного полюса на судні «Святий Фока» у 1912 році. Тут і карта полярної експедиції, копії рахунків про добровільні пожертви від громадян на купівлю їжі та собак. Поруч і оригінальні експонати зі «Святого Фоки» — частини обшивки та підківки корабля, совкова лопата, знайдена на місці загибелі Г. Я. Сєдова на о. Рудольфа, частини фотоапарата і бритва, що належали учаснику експедиції художнику М. В. Пінегіну. І його малюнок, на якому зображений «Святий Фока» напередодні походу в льодову Арктику.
Великий розділ експозиції присвячений сучасному освоєнню Півночі (науковим дослідженням біляполюсних районів). Він містить унікальні матеріали останніх полюсних експедицій, філателістичні колекції (марки, конверти, листівки, значки), присвячені темі «Північний полюс та його освоєння».
Суттєвим та доцільним поповненням музейної колекції є краєзнавчі матеріали, що стосуються історії та розвитку самого селища Сєдово. Відвідувачі мають можливість познайомитися з побутом селян та рибалок, виставками народних ремесел та декоративно-прикладного мистецтва.
Від початку існування музею його відвідали понад 40 тисяч осіб.